# Acrilamida
La acrilamida es un compuesto orgánico de tipo amida, cuyo número CAS es 79-06-1. Es blanca, inodora y cristalina, soluble en agua, etanol, éter y cloroformo. Se forma en alimentos durante su cocción o procesado a altas temperaturas (especialmente en los productos que contienen almidón), y también es un componente del humo del tabaco. Se polimeriza fácilmente, y la poliacrilamida tiene muchas aplicaciones en la industria química, por ejemplo como floculante para clarificar el agua de bebida, en polimerización "in situ" en presas y túneles, como aglutinante en la industria del papel, en cosmética, síntesis de genes en laboratorio, extracción de metales, industria textil, obtención de colorantes, etcétera.
La acrilamida está clasificada como probablemente cancerígeno para el ser humano (IARC 2A), con base en estudios realizados con animales. A partir de 2019, los estudios epidemiológicos sugieren que es probable que el consumo de acrilamida en la dieta aumente el riesgo de que las personas desarrollen cáncer.

## Síntesis
La formación de acrilamida en los alimentos se debe principalmente a una variante de la  reacción de Maillard, que también es responsable del sabor, color y aroma típicos de los productos fritos o asados. En este caso concreto la reacción se produce entre la glucosa, y el aminoácido asparagina, que es descarboxilado y desaminado para formar acrilamida.
También se han identificado otros mecanismos de formación, por ejemplo, la pirólisis del gluten (una proteína del trigo), y descarboxilación enzimática de la asparagina en patatas crudas. Estas rutas son muy  minoritarias, y el grado en que contribuyen a formar acrilamida en los alimentos todavía no se ha investigado.
La acrilamida se forma a temperaturas superiores a 120 °C. La cantidad producida depende de la receta, el tiempo y la temperatura de procesado. La podemos encontrar en una amplia variedad de alimentos, preparados de manera industrial, en restaurantes o en casa. Los productos que más acrilamida contienen son las patatas chips, patatas fritas, pan tostado, galletas y pastelería.

## Metabolismo
Los roedores y humanos metabolizan la acrilamida a un epóxido reactivo (glicidamida), en un reacción catalizada por el citocromo P450 (CYP2E1). En los humanos hay diferencias en el metabolismo debido a la variabilidad interindividual en la cantidad de la enzima CYP2E1. 
La glicidamida puede ser metabolizada por una epóxido hidrolasa a gliceramida, también puede ser conjugada con glutatión, reaccionar con proteínas (hemoglobina), o con el ADN.
La acrilamida puede formar aductos con la hemoglobina, y también conjugarse con glutatión para formar ácido mercaptopúrico (N-acetil-S-(2-carbamoiletil)-L-cisteina) que posteriormente se oxida a su correspondiente sulfóxido.

## Riesgos
Los efectos tóxicos por una única dosis oral solo se dan con dosis superiores a 100 mg/kg, y la dosis letal 50 (DL50) se encuentra, por norma general, por encima de los 150 mg/kg.
Varios estudios en distintas especies animales, demuestran que el principal órgano dañado es el sistema nervioso. La exposición repetida a acrilamida causa degeneración en áreas del cerebro (córtex cerebral, tálamo cerebral e hipocampo) críticas para la memoria, aprendizaje y otras funciones cognitivas y también afecta a los nervios periféricos. 
En humanos, los estudios epidemiológicos sugieren que el sistema nervioso es asimismo el lugar de acción de la acrilamida. Todavía no se ha demostrado de forma concluyente la relación entre la exposición ocupacional o debida a la dieta, con la aparición de cáncer. Aunque algunos estudios indican una asociación con algunos tipos de tumores, particularmente relacionados con hormonas en mujeres y cáncer pancreático.
Se estima que hay una exposición media a través de la dieta de entre 0,2 y 1,0 μg/kg/día en la población adulta. En grandes consumidores se supone que puede ser de 1,0 μg/kg/día a 4 μg/kg/día.
La Organización Mundial de la Salud considera que la acrilamida pertenece al grupo de los productos químicos que no poseen un umbral identificable a partir del cual presenten efectos. Esto significa que una baja concentración conlleva un bajo riesgo, pero siempre existe riesgo si se ingiere el tóxico. Un requisito importante para tomar decisiones requiere conocer la naturaleza y el nivel de riesgo, así como la posibilidad de disminuirlo. El problema es que actualmente no se dispone de este tipo de información respecto a la acrilamida.

## Prevención y control
La reducción y control de acrilamida en los alimentos se ha llevado a cabo de forma voluntaria por la industria alimentaria. Las autoridades también proporcionan información a los consumidores sobre como reducir la formación de acrilamida en comidas caseras. La Comisión del Codex Alimentarius ha adoptado recientemente el Código de las Prácticas para Reducir la Acrilamida en Alimentos. 
Aunque cada vez se publican más métodos para el control, todavía no hay un solo método que pueda reducir los niveles de acrilamida de forma eficiente en todos los alimentos. Algunas medidas que se han tomado a nivel de la industria alimentaria han sido controlar los niveles de azúcar en patatas, tratamiento con la enzima asparraginasa, adición de sales y ácidos, control de la temperatura durante la cocción, y control de la humedad y pardeamiento en el producto final.
La acrilamida se encuentra principalmente en la parte más tostada de los alimentos, como en las patatas fritas o el borde de las galletas.  Recientemente, se ha encontrado que también en el proceso de tostado del café se produce acrilamida. A escala doméstica, la forma de reducir el contenido de acrilamida en los alimentos es utilizando temperaturas de fritura más bajas. Una opción que también recomienda la UE para la industria es el lavado en agua fría unos minutos o el escaldado con agua hirviendo después de trocear las patatas y antes de freirlas.